# Асен Попаврамов
Асен Попаврамов (изписване до 1945 година: Асѣнъ попъ Аврамовъ) е български революционер, горноджумайски деец на Вътрешната македонска революционна организация.

## Биография
Роден е в град Горна Джумая. Учи в Солунската българска мъжка гимназия. Влиза във ВМРО и е помощник на пунктовия ръководител Иван Караджов. Водачът на ВМРО Иван Михайлов го определя като „много енергичен човек“.